# Винстон Дјук
Винстон Дјук (енгл. Winston Duke, рођен 15. новембра 1986) је амерички глумац пореклом из Тринидада и Тобага. Познат је по улози М’бакуа у Марвеловом филмском универзуму, и то у филмовима Црни Пантер (2018), Осветници: Рат бескраја (2018), Осветници: Крај игре (2019), Црни Пантер: Ваканда заувек (2022) и Осветници: Судњи дан (2026).